# Parabagliettoa cyanea
Parabagliettoa cyanea är en svampart som först beskrevs av A. Massal., och fick sitt nu gällande namn av Gueidan & Cl. Roux. Parabagliettoa cyanea ingår i släktet Parabagliettoa och familjen Verrucariaceae.   Inga underarter finns listade i Catalogue of Life.
I den svenska databasen Dyntaxa används istället namnet Verrucaria cyanea för samma taxon.  Arten är reproducerande i Sverige.